# Grupo Aeroportuario Centro Norte
Grupo Aeroportuario del Centro Norte (OMA)— мексиканская компания, оператор аэропортов в северной и центральной частях Мексики, в частности, аэропорта Монтеррея. Штаб-квартира находится в городе Сан-Педро-Гарса-Гарсия (пригород Монтеррея, штат Нуэво-Леон).

## История
Grupo Aeroportuario del Centro Norte («Группа аэропортов центра и севера») была создана в 1998 году в результате приватизации аэропортов для привлечения иностранных инвестиций.
В начале 2023 года французская строительная компания Vinci за 820 млн долларов приобрела 30-процентную долю в OMA, став её крупнейшим акционером.

## Деятельность
Компания имеет концессии на управление 13 аэропортами. В первую очередь это международный аэропорт Монтеррея, через который проходит около половины пассажиропотока от всех аэропортов компании. Также под управлением OMA находятся 3 международных аэропорта в туристических городах Акапулько, Масатлан и Сиуатанехо, 7 региональных аэропортов (Дуранго, Кульякан, Сакатекас, Сан-Луис-Потоси, Тампико, Торреон и Чиуауа) и 2 аэропорта в пограничных городах (Сьюдад-Хуарес и Рейноса). Также компания сдаёт в аренду площади в аэропортах под магазины и рестораны, ей принадлежит 2 отеля в Монтеррее (NH Terminal 2 Hotel и Hilton Garden Inn Hotel).